# Postar 064 Belgrade
Maillots
Le Poštar 064 Belgrade est un club de volley-ball serbe, basé à Belgrade, et évoluant au plus haut niveau national, Wiener Liga.

## Palmarès
- Championnat de Serbie (4)
  - Vainqueur : 2006, 2007, 2008, 2009

- Coupe de Serbie (6)
  - Vainqueur : 2004, 2005, 2006, 2007, 2008, 2009

## Effectifs

### Saison 2008-2009
| # | Nom | Age | Taille | Nationalité | Poste |